# Alfredo Salim Duailibe
Alfredo Salim Duailibe (São Luís, 19 de outubro de 1914 - São Luís, 24 de abril de 2010) foi um médico e político brasileiro.
Filho de emigrantes árabes fez seus estudos secundários no Liceu Maranhense  e formou-se em medicina pela Faculdade Nacional de Medicina da Universidade do Brasil.
De (1956-1960) foi Vice-governador, governo Newton de Barros Bello (1961-1966); Secretário do Interior e Justiça e Segurança do Maranhão do governador Pedro Neiva de Santana (1971-1974); Suplente do Senador Alexandre Costa (1970-1978); 
Foi deputado federal de 1951 a 1955 e senador pelo Maranhão de 1955 a 1962.